# La Hérelle
La Hérelle é uma comuna francesa na região administrativa de Altos da França, no departamento de Oise. Estende-se por uma área de 5,15 km². Em 2010 a comuna tinha 243 habitantes (densidade: 47,2 hab./km²).